# Нападение ихэтуаней на КВЖД
Нападе́ние ихэтуа́ней на КВЖД — эпизод Ихэтуаньского восстания, произошедший в июне 1900 года, в ходе которого силы Китайской императорской армии и ихэтуаней предприняли попытку уничтожения российских железнодорожных путей (КВЖД и ЮМЖД) в Маньчжурии, чтобы препятствовать вторжению русских войск на территорию Цинского Китая.

## Цели
Главной задачей ихэтуаней и китайских войск, вынужденных поддержать восстание, было создание условий, при которых вторжение русских войск в Маньчжурию было бы невозможным. Наиболее простым способом достижения таких условий были погромы на железнодорожных путях, многие из которых находились только на стадии строительства. Согласно императорскому указу, изданному накануне нападения, китайские войска должны были полностью подчинить себе Южно-Маньчжурскую железную дорогу (ЮМЖД).

## Ход событий
6 (19) июня 1900 произошла первая атака ихэтуаней на строящиеся пути Китайско-Восточной железной дороги (КВЖД). Китайцы разрушали участки железной дороги: как построенные, так и недоделанные, уничтожали телеграфные линии и угольные шахты, жилые и служебные помещения на железнодорожных станциях, поджигали мосты. Во время одного из нападений китайцы убили казака. Еще 15 русских было убито во время столкновения с китайскими кавалеристами. В результате этого многие строители и станционные работники были вынуждены покидать места работы и спасаться бегством; некоторые погибали. За несколько дней китайским войскам удалось захватить большую часть ЮМЖД.
Основными целями русских войск были возврат контроля над КВЖД, рекой Амур и нанесение поражения китайским силам на этом участке. Уже 23 июля (5 августа) 1900 года русские войска заняли крепость Инкоу в Маньчжурии, а в начале августа коалиционные силы Альянса восьми держав, включая русские, развернули масштабное контрнаступление, вследствие чего угроза нового нападения со стороны ихэтуаней была ликвидирована, а железнодорожные пути вновь перешли под контроль России.

## Итоги
В общей сложности ущерб от разрушений на КВЖД, причиненный ихэтуанями во время июльских набегов, составил свыше 72 миллионов рублей: из 1300 вёрст железнодорожного пути было разрушено около 900. В особенности пострадал западный участок КВЖД. Пути на отдельных участках были восстановлены лишь в 1901 году и защищены надёжной охраной в виде сил новообразованного Заамурского округа Пограничной стражи.